# Acacia auriculata
Acacia auriculata é uma espécie de leguminosa do gênero Acacia, pertencente à família Fabaceae.